# 1409

## Починали
- 13 септември – Изабел дьо Валоа, кралица на Англия